# Championnat d'Arménie féminin de football
Le championnat d'Arménie féminin de football est une compétition arménienne de football féminin organisée par la Fédération de football d'Arménie.

## Format
Sept équipes s'affrontent sur 18 journées, rencontrant trois fois chaque équipe. Le champion se qualifie pour la Ligue des champions féminine de l'UEFA.

## Palmarès
| Saison | Champion                   | Réf.   |
| ------ | -------------------------- | ------ |
| 2001   | College Sports Club Erevan | [ 1 ]  |
| 2004   | Qolej Erevan               | [ 2 ]  |
| 2006   | Nig College                | [ 3 ]  |
| 2009   | FC Urartu                  | [ 4 ]  |
| 2010   | Pas de championnat         | [ 5 ]  |
| 2013   | Erevan LH                  | [ 6 ]  |
| 2014   | Erevan GM                  | [ 7 ]  |
| 2018   | FK Ani Erevan              | [ 8 ]  |
| 2019   | Alashkert FC               | [ 9 ]  |
| 2020   | Alashkert FC               | [ 10 ] |
| 2021   | FC Hayasa                  | [ 11 ] |
| 2022   | FC Hayasa                  | [ 12 ] |
| 2023   | FC Hayasa                  |        |
| 2024   | FC Pyunik                  |        |
| 2025   | FC Pyunik                  |        |

## Parcours européen des clubs
| Compétition                                      | Club         | Résultat                      |
| ------------------------------------------------ | ------------ | ----------------------------- |
| Coupe féminine de l'UEFA 2001-2002               | CSC Erevan   | Phase de groupes              |
| Ligue des champions féminine de l'UEFA 2019-2020 | Alashkert FC | Phase de qualification        |
| Ligue des champions féminine de l'UEFA 2020-2021 | Alashkert FC | Premier tour de qualification |
| Ligue des champions féminine de l'UEFA 2021-2022 | FC Hayasa    | Premier tour de qualification |
| Ligue des champions féminine de l'UEFA 2022-2023 | FC Hayasa    | Premier tour de qualification |